# Rietzer Grießkogel
Der Rietzer Grießkogel (auch: Grieskogel) ist mit 2884 m ü. A. der höchste Berg der Nördlichen Sellrainer Berge, einem Teil der Stubaier Alpen im österreichischen Bundesland Tirol. Er ist ein leicht zu besteigender Gipfel im Verlauf des Weges Nr. 153. Die erste dokumentierte Besteigung unternahm im Jahr 1829 der Innsbrucker Botaniker Andrä Sauter, ein Bruder von Anton Sauter. Durch seine leichte Erreichbarkeit auf gut markierten Steigen von Telfs im Inntal und vom Sellraintal aus, ist er ein oft begangener Ausflugsberg. Seinen Namen hat er von dem an seinem nördlichen Fuß gelegenen Ort Rietz im Bezirk Imst im oberen Inntal.

## Lage und Umgebung
Der Rietzer Grießkogel liegt knapp acht Kilometer Luftlinie südlich von Telfs, 27 km westlich von Innsbruck und fünf Kilometer nordwestlich von St. Sigmund im Sellrain. Benachbarte Gipfel sind im Westen der Bachwandkopf mit 2758 Metern Höhe, im Nordosten der 2798 Meter hohe Hocheder und im Südosten der Schartenkogel mit 2603 Metern Höhe. Nach Südwesten fällt der Rietzer Grießkogel in Neigungen von 30 bis 50° zur Oberen Zirmbachalm (2100 m) ab.
Der Rietzer Grießkogel liegt in den Gemeindegebieten von Rietz, Oberhofen im Inntal, Flaurling und Stams, die am Gipfel in einem Punkt zusammentreffen.

## Geologie
Geologisch betrachtet gehören die nördlichen Sellrainer Berge zum Ötztaler Gneis, der hier gesteinsbildend auftritt. Besonders Biotitgranitgneis, auch Dunkelglimmer genannt, ein Mischkristall aus der Annit-Phlogopit-Reihe ist in diesem Gneisfels stark enthalten. Da dieses Gestein leicht verwittert und erodiert, beispielsweise durch Frostsprengung, sind die Berge dieses Gebietes weniger schroff und daher alpinistisch leichter zu bewältigen.

## Stützpunkte und Wege
Der Rietzer Grießkogel wird aus nördlicher Richtung von der Peter-Anich-Hütte (1909 m), südlich oberhalb von Telfs gelegen, begangen. Der Weg Nr. 153 führt in südlicher Richtung zunächst über den Bachwandkopf, dann entlang des Westgrats auf den Gipfel in, laut Literatur, 3½ Stunden Gehzeit. Von Süden braucht man für den Weg von Kühtai oder Haggen im Sellraintal entlang des Zirmbachs über die Südwestflanke etwa 4½ Stunden. Dieser Anstieg ist auch eine der beliebtesten Skitourenroute der Region. Ein weiterer Weg führt von Flaurling über die Flaurlinger Alm von Osten zum Gipfel.